# 聖佩德羅德薩尼奧區
聖佩德羅德薩尼奧區（西班牙語：Distrito de San Pedro de Saño），是秘魯的一個區，位於該國中部胡寧大區的萬卡約省，始建於1854年10月5日，面積11.59平方公里，海拔高度3,286米，2005年人口4,100，人口密度每平方公里350人。